# Yoshiyuki Sakamoto
Yoshiyuki Sakamoto (Hyogo, 30 mei 1972) is een voormalig Japans voetballer.

## Carrière
Yoshiyuki Sakamoto speelde voor Yokohama Flügels.